# Дикость

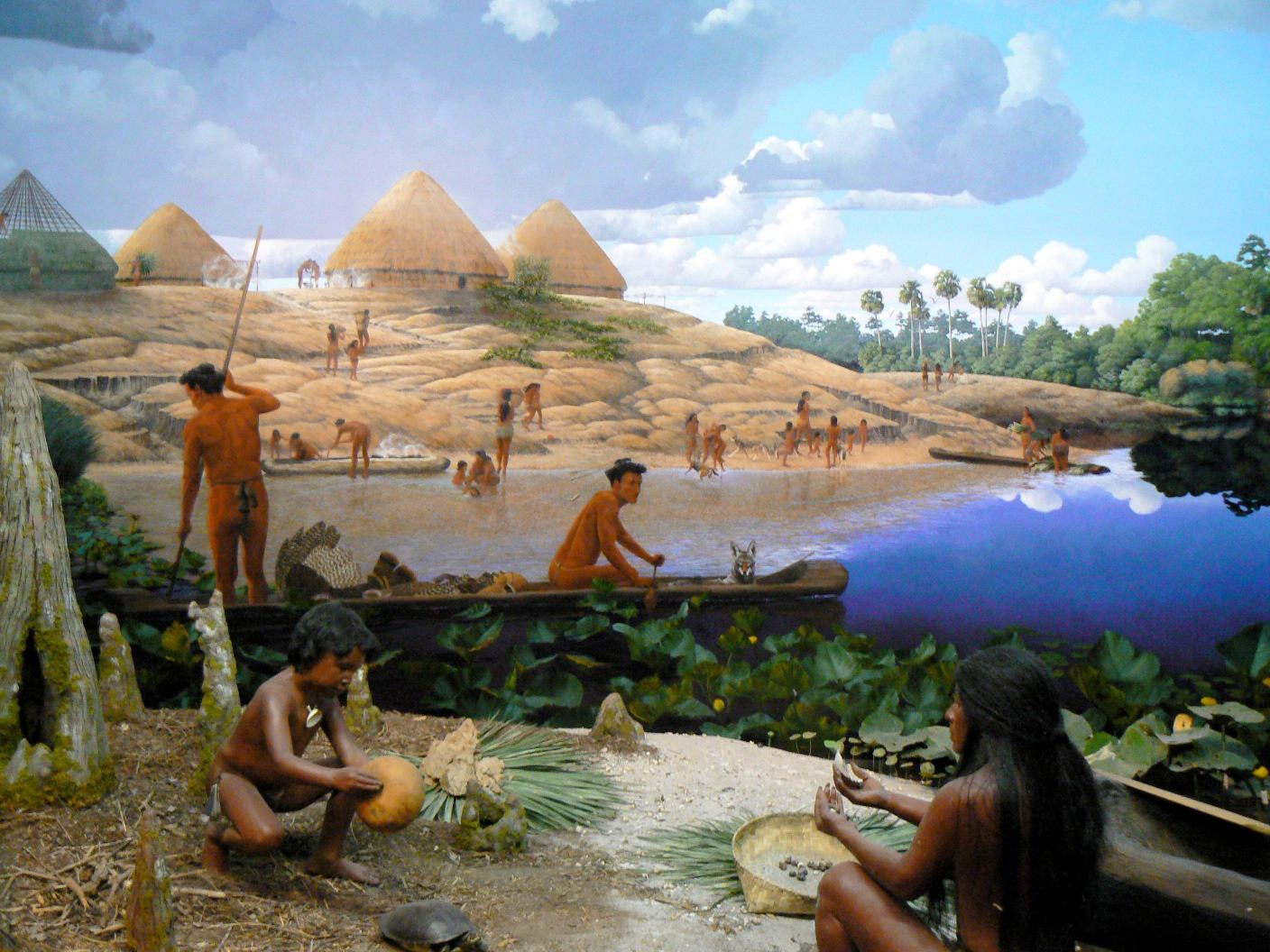
Индейцы Флориды, находящиеся, по определению Моргана, в состоянии дикости

Ди́кость (англ. Savagery) — распространённый в антропологии конца XVIII — начала XX веков термин, обозначающий самую примитивную ступень развития человеческого общества. 
Термин имеет смысл в рамках теорий социальной эволюции, которые подразумевают последовательное и линейное развитие человеческих сообществ.

## Возникновение термина

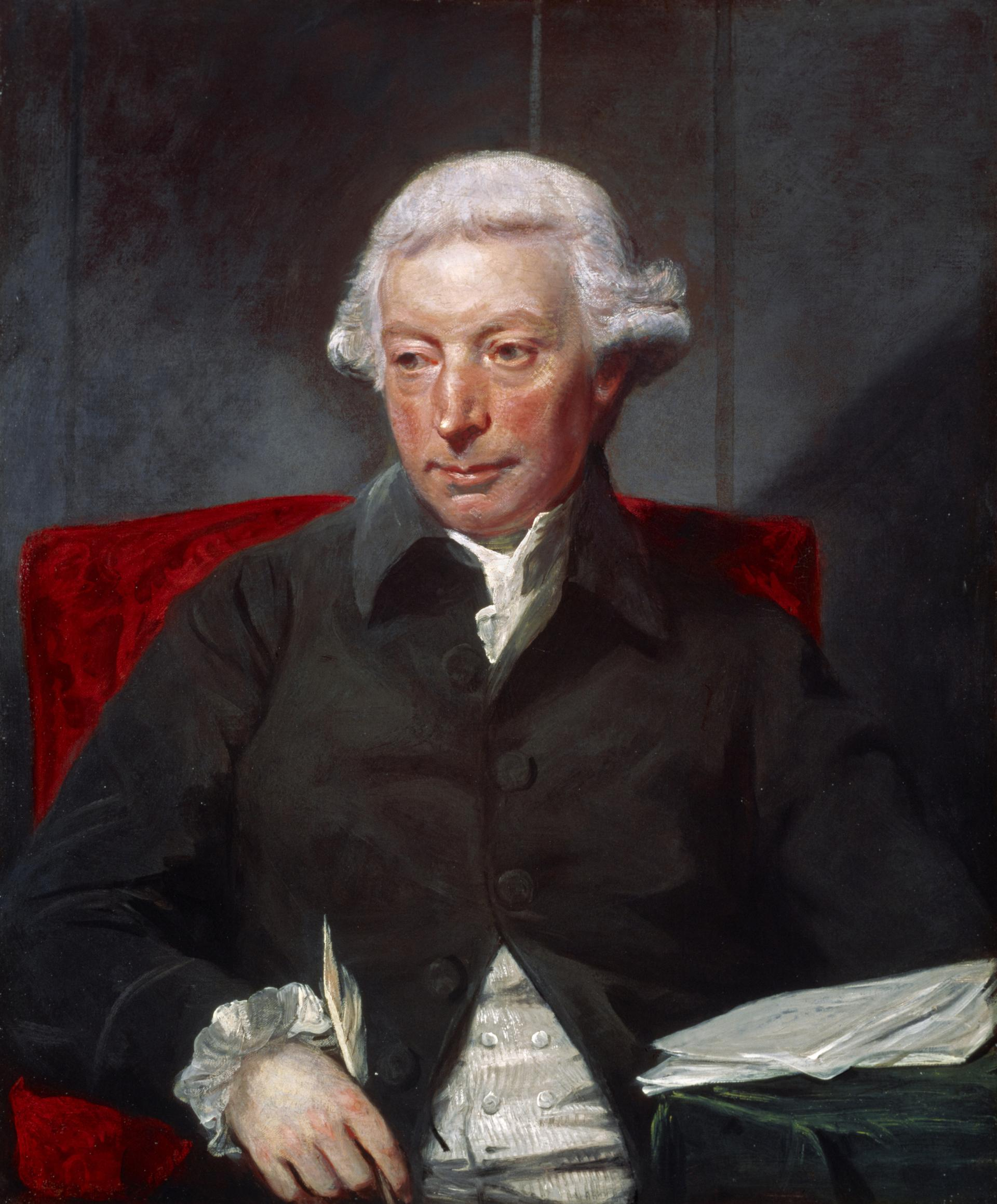
Адам Фергюсон

Первое использование термина «дикость» в данном контексте приписывается шотландскому философу Адаму Фергюсону. В своей работе «Очерк по истории гражданского общества» (англ. Essay on the history of the civil society), которая увидела свет в 1767 году, Фергюсон рассуждает об особенностях жизни дикарей (англ. savages) и диких народов (англ. savage nations) в целом.
Терминология приняла устоявшуюся форму после публикации в 1877 году знаменитой работы американского этнографа Льюиса Моргана «Древнее общество» (англ. Ancient Society). Оперируя в парадигме социальной эволюции, Морган определил «дикость» (англ. Savagery) как низшую ступень развития человеческого общества, которая предшествует «варварству». Морган полагал, что любое человеческое общество проходит через три ступени развития: дикость, варварство и цивилизация, однако по тем или иным причинам разные народы проходят эту ступени в разное время.
В своё время работа Моргана явилась фундаментальным шагом в развитии антропологии. «Древнее общество» на протяжении длительного периода времени занимало ведущую роль в антропологии и оказало большое влияние на формирование позитивистских, прогрессивных, а также марксистских антропологических концепций. В частности ведущий идеолог марксизма, Фридрих Энгельс, систематически цитировал Моргана в своих работах.

## Дикость в определении Моргана

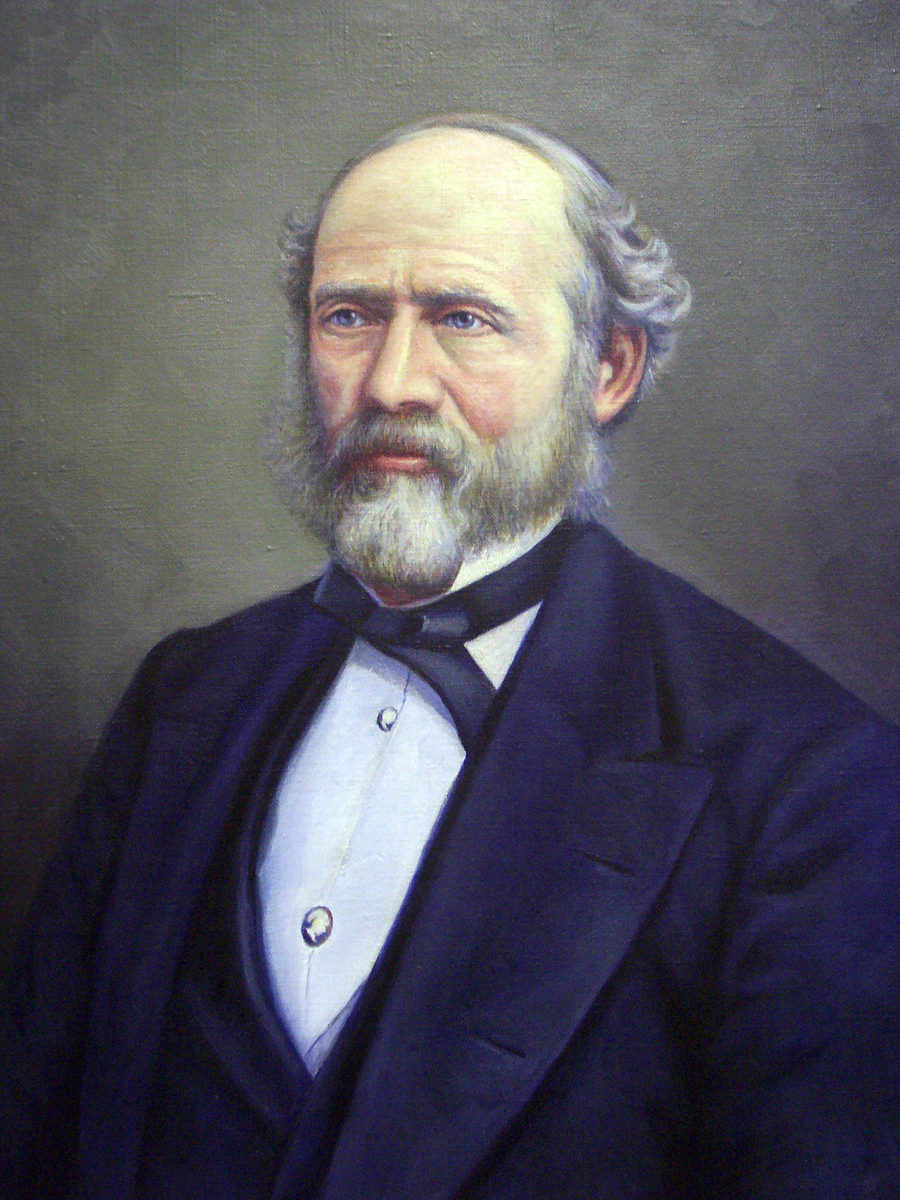
Льюис Морган

Льюис Морган определил «дикость» как период развития человеческого общества от возникновения человека до появления гончарного дела, которое учёный считает наиболее надёжным признаком начала следующего периода развития — «варварства».
Морган выделяет три ступени дикости: низшую, среднюю и высшую. Согласно Моргану низшая ступень дикости завершается на этапе освоения человеком искусства рыбной ловли и овладения огнём; средняя ступень дикости завершается с изобретением лука и стрел; наконец, высшая ступень дикости завершается с овладением гончарным делом, когда происходит переход к «варварству».
Следуя этой терминологии, Морган относит, например, состояние общества австралийских аборигенов на момент их открытия европейцами к средней ступени дикости, а, скажем, племена атабасков к высшей ступени дикости.

## Современное состояние вопроса
В современной антропологической науке термин «дикость» не используется. В рамках теорий социальной эволюции термины Моргана были заменены более точной номенклатурой, которая перестала содержать понятия, которые уничижительно характеризовали бы многие неевропейские народы. Эти соображения в частности явились причиной выхода из антропологического обихода термина «дикость». Современная терминология оперирует понятиями «Первобытная культура», «палеолит», «мезолит», «неолит» и другими. Вместе с этим ключевые эволюционные признаки, выделенные Морганом, по-прежнему определяют различные антропологические периоды развития человека. Так, возникновение гончарного дела является одним из признаков перехода от палеолита к неолиту, а освоение рыбной ловли является признаком позднего палеолита.
Кроме этого в современной антропологии наряду с теориями социальной эволюции распространены также маргинальные теории, полностью или частично отрицающие эволюцию или прогресс человеческих сообществ. В рамках культурного релятивизма, ведущего своё начало с работ американского антрополога Франца Боаса, некорректно в принципе рассуждать о ступенях развития человеческих сообществ. Соответственно в этой парадигме термины «дикость» и «варварство» теряют свой смысл.